# Sopotnica (gmina Prijepolje)
Sopotnica (cyr. Сопотница) – wieś w Serbii, w okręgu zlatiborskim, w gminie Prijepolje. W 2011 roku liczyła 148 mieszkańców.